# Pentameris
Pentameris és un gènere de plantes de la família de les poàcies, ordre de les poals, subclasse de les commelínides, classe de les liliòpsides, divisió dels magnoliofitins.

## Taxonomia
(vegeu-ne una relació a Wikispecies)